# Gez-ez-Angles
Gez-ez-Angles  es una población y comuna francesa, en la región de Mediodía-Pirineos, departamento de Altos Pirineos, en el distrito de Argelès-Gazost y cantón de Lourdes-Est.

## Demografía
| 16 | 25 | 22 | 26 | 23 | 22 | 21 | 20 |
| Para los censos de 1962 a 1999 la población legal corresponde a la población sin duplicidades (Fuente: INSEE [Consultar]) |    |    |    |    |    |    |    |

## Lugares y monumentos
- Iglesia San Luís.